# عبدالناصر الزایر
عبدالناصر الزایر (زادهٔ ۱۳ دسامبر ۱۹۵۹، قطیف) کارگردان فیلم و بازیگر و خواننده اهل عربستان سعودی است که در کویت زندگی می‌کند.

## حرفه
الزایر در سال ۱۹۷۷ فعالیت حرفه‌ای خود را در عرصه تئاتر آغاز کرد. او در سال ۱۹۸۷ برای تحصیل در رشته تئاتر و سینما به کویت رفت. او در سال ۱۹۸۲ از مؤسسه عالی هنرهای نمایشی کویت فارغ‌التحصیل شد و در همان‌جا به تدریس پرداخت. او تاکنون در بیش از ۶۰ سریال تلویزیونی به ایفای نقش پرداخته‌است.

## جوائز
- ۲۰۰۲، مصر- جایزه خلاقیت طلایی از «جشنواره رسانه‌های عربی قاهره» در گروه تلویزیون و برنامه‌های کودکان.